# Aleksandar Šofranac
Aleksandar Šofranac (in serbo Александар Шофранац?; Cettigne, 21 ottobre 1990) è un calciatore montenegrino, difensore del Rudar Pljevlja.

## Carriera

### Club
Il 1º luglio 2021 viene acquistato a titolo definitivo dalla squadra albanese della Dinamo Tirana, con cui sottoscrive un contratto biennale con scadenza il 30 giugno 2023.

## Statistiche

### Cronologia presenze e reti in nazionale
| Cronologia completa delle presenze e delle reti in nazionale ― Montenegro | Cronologia completa delle presenze e delle reti in nazionale ― Montenegro | Cronologia completa delle presenze e delle reti in nazionale ― Montenegro | Cronologia completa delle presenze e delle reti in nazionale ― Montenegro | Cronologia completa delle presenze e delle reti in nazionale ― Montenegro | Cronologia completa delle presenze e delle reti in nazionale ― Montenegro | Cronologia completa delle presenze e delle reti in nazionale ― Montenegro | Cronologia completa delle presenze e delle reti in nazionale ― Montenegro |
| Data                                                                      | Città                                                                     | In casa                                                                   | Risultato                                                                 | Ospiti                                                                    | Competizione                                                              | Reti                                                                      | Note                                                                      |
| ------------------------------------------------------------------------- | ------------------------------------------------------------------------- | ------------------------------------------------------------------------- | ------------------------------------------------------------------------- | ------------------------------------------------------------------------- | ------------------------------------------------------------------------- | ------------------------------------------------------------------------- | ------------------------------------------------------------------------- |
| 29–3-2016                                                                 | Podgorica                                                                 | Montenegro                                                                | 0 – 0                                                                     | Bielorussia                                                               | Amichevole                                                                | -                                                                         | 46’                                                                       |
| 29–5-2016                                                                 | Adalia                                                                    | Turchia                                                                   | 1 – 0                                                                     | Montenegro                                                                | Amichevole                                                                | -                                                                         |                                                                           |
| 11-10-2016                                                                | Copenaghen                                                                | Danimarca                                                                 | 0 – 1                                                                     | Montenegro                                                                | Qual. Mondiali 2018                                                       | -                                                                         | 70’                                                                       |
| 26-3-2017                                                                 | Podgorica                                                                 | Montenegro                                                                | 1 – 2                                                                     | Polonia                                                                   | Qual. Mondiali 2018                                                       | -                                                                         | 49’                                                                       |
| 14-11-2019                                                                | Londra                                                                    | Inghilterra                                                               | 7 – 0                                                                     | Montenegro                                                                | Qual. Euro 2020                                                           | -                                                                         |                                                                           |
| 7-10-2020                                                                 | Podgorica                                                                 | Montenegro                                                                | 1 – 1                                                                     | Lettonia                                                                  | Amichevole                                                                | -                                                                         |                                                                           |
| 11-11-2020                                                                | Podgorica                                                                 | Montenegro                                                                | 0 – 0                                                                     | Kazakistan                                                                | Amichevole                                                                | -                                                                         |                                                                           |
| 14-11-2020                                                                | Baku                                                                      | Azerbaigian                                                               | 0 – 0                                                                     | Montenegro                                                                | UEFA Nations League 2020-2021 - 1º turno                                  | -                                                                         |                                                                           |
| Totale                                                                    |                                                                           | Presenze                                                                  | 8                                                                         |                                                                           | Reti                                                                      | 0                                                                         |                                                                           |

## Palmarès

### Club

#### Competizioni nazionali
- Campionato croato: 1

Rijeka: 2016-2017
- Coppa di Croazia: 1

Rijeka: 2016-2017
- Coppa di Bosnia: 1

Sarajevo: 2018-2019
- Campionato bosniaco: 1

Sarajevo: 2018-2019